# Sugarwhiteïta
La sugarwhiteïta és un mineral de la classe dels òxids.

## Característiques
La sugarwhiteïta és un òxid de fórmula química Pb₂Te₅O₁₂. Va ser aprovada com a espècie vàlida per l'Associació Mineralògica Internacional en el mes de febrer de l'any 2025, i encara resta pendent de publicació. Cristal·litza en el sistema monoclínic.
Les mostres que van servir per a determinar l'espècie, el que es coneix com a material tipus, es troben conservades al Museu Mineral de la Universitat d'Arizona Alfie Norville, a Tucson (Arizona), amb el número de catàleg: 22740, i al Projecte RRUFF, amb el número de mostra: R240013.

## Formació i jaciments
Va ser descoberta a la mina Moctezuma, situada a la localitat mexicana del mateix nom, a l'estat de Sonora. Aquesta mina del nord de Mèxic és l'únic indret de tot el planeta on ha estat descrita aquesta espècie mineral.